# Minu
Minu fou el nom del nomós IX de l'Alt Egipte. La capital fou Ipu khent-min (Panòpolis, avui Akhmin) i ciutat important fou a Hut Repyt o Athribis (avui Wannina). El déu principal fou Min que donava nom al país i tenia un temple a la capital.